# Valle del Louron
La valle del Louron è una valle dei Pirenei francesi nel dipartimento degli Alti Pirenei e fa parte dell'antico Pays d'Aure.

## Geografia

### Geografia fisica

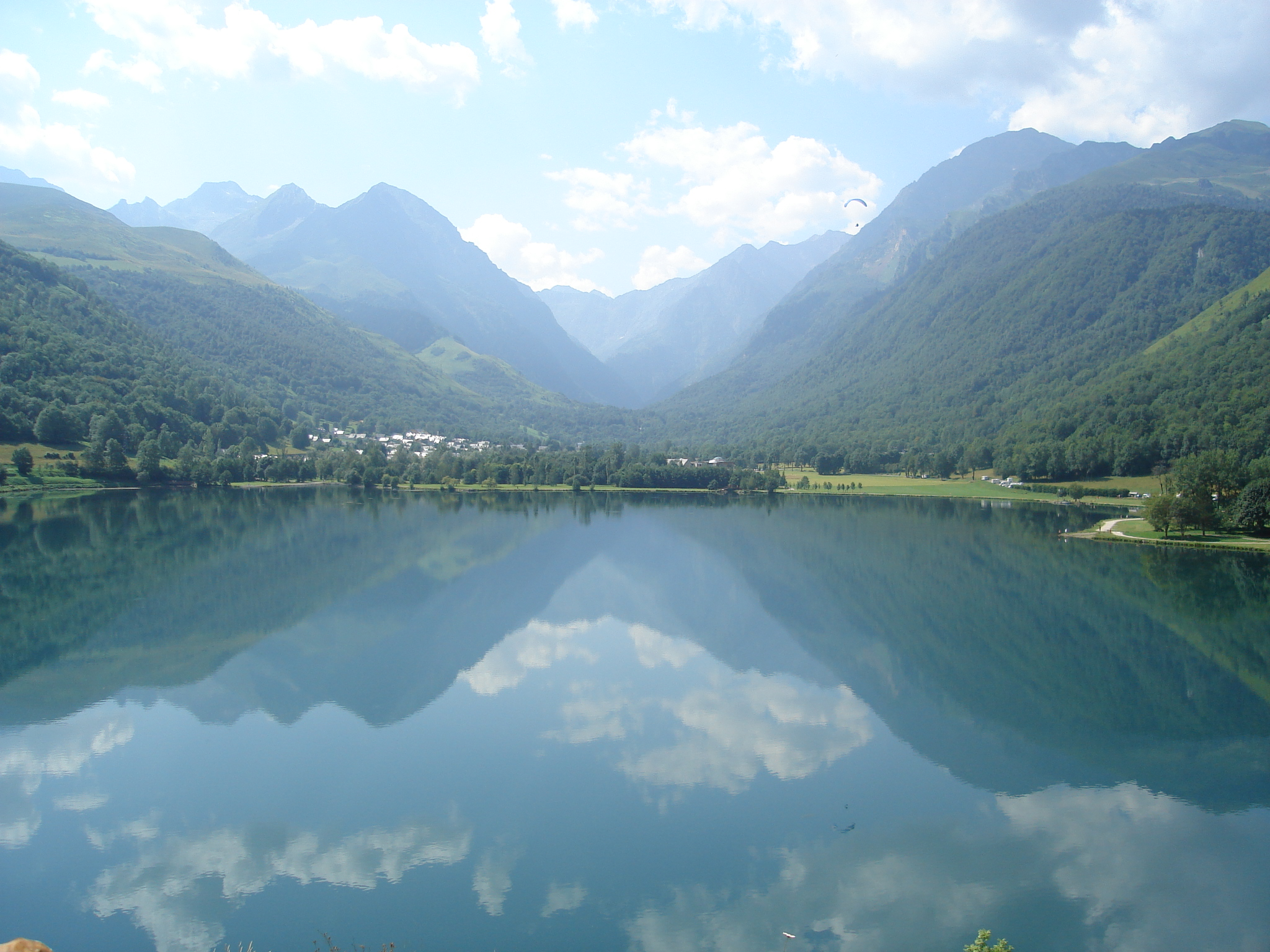
Il lago di Génos-Loudenvielle nella Vallée du Louron

La valle è percorsa dalla Neste du Louron, un torrente che forma più a valle, con il torrente Neste d'Aure, il fiume Neste.
Essa corrisponde al bacino della Neste du Louron e si estende per circa 25 km in lunghezza fra la cresta frontaliera ed il vallone dei Gourgs Blancs  a sud e la confluenza del torrente con la Neste d'Aure presso Arreau, a nord. Essa comunica con la valle d'Aure ad ovest attraverso il col d'Azet (sempre nel territorio di Arreau), e con la valle del Larboust ad est, attraverso il colle di Peyresourde.
L'alta valle del Louron è disseminata di numerosi laghi montani.

### Geografia politica
La valle si trova all'estremità sudorientale del dipartimento degli Alti Pirenei.
Il suo territorio comprende i comuni di:
- Adervielle-Pouchergues,
- Arreau,
- Armenteule,
- Avajan,
- Bordères-Louron,
- Cazaux-Debat,
- Cazaux-Fréchet-Anéran-Camors,
- Estarvielle,
- Génos,
- Germ,
- Loudenvielle,
- Loudervielle,
- Mont,
- Ris,
- Vielle-Louron.

## Turismo

### Patrimonio culturale
La valle del Louron possiede un importante patrimonio architetturale di chiese romaniche rurali, molte delle quali abbellite da notevoli dipinti murali.

### Stazioni sciistiche
- Val-Louron
- Peyragudes